# Kambaata jezik
Kambaata jezik (donga, kambara, kambata, kambatta, kemata, kembata; ISO 639-3: ktb), jedna od sedam jezika brdske istočnokušitske skupine afrazijskih jezikam kojim govori 570 000 ljudi (1994 census) iz istoimenog plemena Kambaata u južnoj Etiopiji. Glavno gradsko središte je gradić Durame.
Dijalekti: tambaro i timbaro (preko 82 800; timbara, timbaaro).

## Vanjske poveznice
- Ethnologue (14th)
- Ethnologue (15th)